# Julian Wienerroither
Julian Wienerroither (* 5. Juli 1999) ist ein ehemaliger österreichischer Skispringer.

## Werdegang
Wienerroither feierte sein Debüt in einem internationalen Wettbewerb am 27. Juli 2013, als er bei einem Juniorenspringen auf der Adlerschanze in Hinterzarten Platz fünf unter 58 Teilnehmern belegte. Nachdem er im Januar 2015 in Seefeld in Tirol erstmals im Rahmen des Alpencups eingesetzt worden war, wurde er für das European Youth Olympic Festival 2015 in Tschagguns nominiert. Nach Platz 14 im Einzelwettbewerb erreichte er mit seinen Mannschaftskameraden Michael Falkensteiner, Maximilian Schmalnauer und Clemens Leitner den dritten Platz im Teamwettbewerb. Am 11. Juli 2015 debütierte er im FIS-Cup, wurde aber auch in der Folge weiterhin vor allem im Alpencup eingesetzt.
Am 7./8. Januar 2017 kam er auf der Adlerschanze in Hinterzarten zu seinen ersten Einsätzen im Continental-Cup, verpasste aber bei beiden Springen als 61. und 65. die Punkteränge deutlich. Besser sah es Ende Januar in Bischofshofen aus, als er mit Rang 32 im ersten von zwei Springen nur knapp an seinen ersten Continental-Cup-Punkten vorbeisprang. Anschließend wurde er wieder vor allem im Alpencup eingesetzt, wo er am 15. Dezember 2017 in Seefeld mit Platz zwei hinter Clemens Leitner erstmals das Podium erreichte.
Im Sommer 2018 begann er zunächst im Continental-Cup. Nachdem er in sechs Springen in Kranj, Stams und Oslo sechsmal die Punkteränge erreichte, wurde er für die beiden Grand-Prix-Springen am 22. und 23. September 2018 auf der Trambulina Valea Cărbunării in Râșnov nominiert und erreichte beim ersten Springen mit Platz 29 seine ersten Punkte auf dem höchsten Leistungslevel, während er beim zweiten Springen disqualifiziert wurde. Auch für das letzte Springen der Serie in Hinzenbach qualifizierte er sich, verpasste aber vor heimischen Publikum als 45. die Punkteränge deutlich. Bei den Junioren-Weltmeisterschaften 2019 im finnischen Lahti belegte er im Einzelwettbewerb den 16. Platz.

## Statistik

### Grand-Prix-Platzierungen
| Saison | Platz | Punkte |
| ------ | ----- | ------ |
| 2018   | 79.   | 2      |

### Continental-Cup-Platzierungen
| Saison  | Sommer | Sommer | Winter | Winter | Gesamt | Gesamt |
| Saison  | Platz  | Punkte | Platz  | Punkte | Platz  | Punkte |
| ------- | ------ | ------ | ------ | ------ | ------ | ------ |
| 2018/19 | 040.   | 74     | 111.   | 04     | 082.   | 78     |